# Eutima hartlaubi
Eutima hartlaubi is een hydroïdpoliep uit de familie Eirenidae. De poliep komt uit het geslacht Eutima. Eutima hartlaubi werd in 1958 voor het eerst wetenschappelijk beschreven door Kramp. 